# Ландшафтна екология и опазване на природната среда
Катедра Ландшафтна екология и опазване на природната среда е една от катедрите по физическа география на Геолого-географски факултет на Софийския университет „Св. Климент Охридски“. Създадена е през 1972 г. като катедра Ландшафтознание, а от 1977 г. е със сегашното си име.

## История
Развитието на физическата география през 20 век довежда до обособяването на едно от най-перспективните научни направления в нея – ландшафтознанието. През 70-те години на миналия век стават промени в страктурата на ГГФ на СУ, като се създават нови катедри. На мястото на катедра 'Физическа география на България и континентите', през лятото на 1972 се създава катедра 'Ландшафтознание', а след 5 години се добавя и опазване на природната среда по инициатива на първия ѝ ръководител проф. Милан Георгиев. Развитието и функционирането на катедрата след този период са свързани с учебна, научноизследователска и приложна дейност.
Преподавателите от катедррата преподават основни географски дисциплини като 'Физическа (природна) география на България', 'Физическа (природна) география на континентите', 'Ландшафтна екология (Ландшафтознание)', 'Обща биогеография и география на почвите', 'Ландшафтна география на България', 'Антропогенизирани ландшафти на България', 'Карстови ландшафти в България', 'Защитени природни обекти на България', 'Природна география на Балканския полуостров', 'Геоекологични проблеми и защитени територии на избрани региони в света', 'Природни рискове и катастрофи', 'Глобална екология' и др. Сред изявените преподаватели на катедрата са проф. Милан Георгиев, проф. Ангел Велчев, проф. Петър Петров, проф. Румен Пенин, доц. Мимоза Контева, доц. Мартин Гловня, доц. Екатерина Благоева и др.

## Научни достижения
В различни периоди от развитието на катедрата са осъществявани научни връзки и разбаротвани проекти с колеги от Московския, Санктпетербургския, Тбилиския, Варшавския, Минския, Братиславския университет и др. Членовете на катедрата са автори и съавтори на редица университетски учебници и ръководства, както и на десетки учебници, помагала и атласи по география за средното образование.
Редица са приносите на катедрата в теорията и методологията на физическата география, ландшафтознанието и ландшафтната екология. Създадени са две типологични и две регионални ландшафтни карти на България. Първата ландшафтна карта на страната е разработена от проф. П. Петров през 1974 в мащаб М 1: 400 000, а през 1992 проф. А. Велчев и колектив, създават ландшафтна карта на България в М 1:500 000. Съставени са и десетки едро- и средномащабни ландшафтни карти, които покриват голяма част от територията на страната. За периода на съществуване на катедрата са публикувани над 650 научни труда в наши и чужди издания.
От 2003 преподавателите от катедрата подготвят студенти в магистърска програма 'Физическа география и ландшафтна екология'.
В катедрата за период над 45 години са подготвени и успешно защитени повече от 300 дипломни работи. Подготвени са редица доктори на науките. Част от кадрите на катедрата се реализират в научните институти – Национален институт по геофизика, геодезия и география на БАН, Научноизследователски интитут по почвознание и агроекология „Никола Пушкаров“, преподавателските звена в ЮЗУ „Неофит Рилски“, Великотърновски университет „Св. св. Кирил и Методий“, в системата на РИОСВ, в екологичните служби към общините, редица фирми свързани с научна и изследователска дейност в областта на екологията и опазването на околната среда.
През 2017 г. магистърската специалност Физическа география и ландшафтна екология се преименува на Ландшафтна екология и природен капитал.

## Настоящи членове на катедрата
- проф. д-р Асен Асенов, работи в катедрата от 1986  г.
- доц. д-р Биляна Борисова, работи в катедрата от 2001 г.
- доц. д-р Зорница Чолакова, работи в катедрата от 2002 г.
- доц. д-р Димитър Желев, работи в катедрата от 2014 г.
- доц. д-р Борислав Григоров, работи в катедрата от 2017 г.
- гл. ас. д-р Петко Божков, работи в катедрата от 2019 г.
- ас. Николай Николов, работи в катедрата от 2023 г.

## Бивши членове на катедрата
- проф. д-р Ангел Велчев
- проф. д-р Антон Попов
- проф. д-р Илия Иванов
- проф. д-р Милан Георгиев
- проф. д-р Петър Петров
- проф. д-р Румен Пенин
- доц. д-р Александър Сарафов
- доц. д-р Борис Николов
- доц. д-р Екатерина Благоева
- доц. д-р Камен Нам
- доц. д-р Мартин Гловня
- доц. д-р Мимоза Контева
- доц. д-р Никола Тодоров
- доц. д-р Трифон Къндев